# Henryk Korowicz

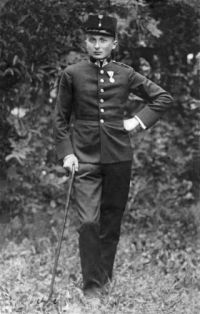
Henryk Korowicz w mundurze c. i k. Armii

Henryk Marian Korowicz vel Kornreich (ur. 31 marca 1888 w Malinówce, zm. 12 lipca 1941 we Lwowie) – polski ekonomista, profesor i rektor Akademii Handlu Zagranicznego we Lwowie.

## Życiorys
Urodził się 31 marca 1888 w Malinówce, w Małopolsce, w rodzinie Joachima i Gizeli z Mellerów. Jego ojciec Joachim Kornreich-Korowicz pochodził z Malinówki, mieszkał też w Wiedniu, Krakowie i Lublinie, gdzie został zamordowany przez Niemców na początku II wojny światowej. Henryk ukończył gimnazjum w Krakowie, studiował na uniwersytetach w Monachium i Strasburgu (doktorat 1911).
W czasie I wojny światowej walczył w szeregach cesarskiej i królewskiej Armii. Jego oddziałem macierzystym był Pułk Artylerii Fortecznej Nr 2. Na stopień porucznika został mianowany ze starszeństwem z 1 lutego 1918 w korpusie oficerów artylerii fortecznej.
Po odzyskaniu niepodległości przez Polskę w latach 1918–1919 w Wojsku Polskim. W czasie wojny polsko-bolszewickiej walczył na froncie wołyńskim jako porucznik Wojska Polskiego. 8 stycznia 1924 został zatwierdzony w stopniu porucznika ze starszeństwem z 1 czerwca 1919 i 190. lokatą w korpusie oficerów rezerwy artylerii. Posiadał wówczas przydział w rezerwie do 24 Pułku Artylerii Polowej w Jarosławiu. W 1934, jako oficer pospolitego ruszenia pozostawał w ewidencji Powiatowej Komendy Uzupełnień Lwów Miasto. Posiadał przydział do Oficerskiej Kadry Okręgowej Nr VI. Był wówczas „przewidziany do użycia w czasie wojny”.
Po wojnie przez kilka lat pracował w Banku Polskim w Warszawie. Po ślubie (14 lipca 1925) z poznaną w pracy Olgą Pawłowską, pochodzącą z rodziny szlacheckiej z Bukowiny, zamieszkał we Lwowie.
Od 1924 był wykładowcą (m.in. skarbowości, polityki bankowej oraz ubezpieczeń społecznych) w Akademii Handlu Zagranicznego we Lwowie, od 1927 profesorem nadzwyczajnym, od 1931 – profesorem zwyczajnym ekonomii politycznej i skarbowej, w latach 1933–1939 rektorem tej uczelni. Wykładał tam także w czasie okupacji sowieckiej Lwowa (1939–1941), gdy AHZ przekształcono w Lwowski Państwowy Instytut Radzieckiego Handlu.
11 lipca 1941 aresztowany przez Gestapo, został zamordowany najprawdopodobniej następnego dnia. Był jednym z kilkudziesięciu lwowskich profesorów zamordowanych przez Niemców po wkroczeniu do miasta.
Miał jednego syna, Wojciecha Antoniego (ur. 1926), który po tragicznej śmierci ojca, zimą 1943/44 wstąpił do AK. Służył w 14 Pułku Ułanow Jazłowieckich pod dowództwem Dragana Sotiroviča – Draży. Walczył w Akcji Burza we Lwowie i później w rejonie rzeki San. W lipcu 1945 wraz z żołnierzami 14 Pułku udało mu się przedostać się do Włoch, gdzie wstąpił do II korpusu. Emigrował do Anglii, później do Irlandii.
Bratem Henryka był Marek Stanisław Korowicz, profesor prawa międzynarodowego.

## Publikacje
- Złota waluta w świetle wojny (1918)
- Długi przedwojenne b. Austrii a Polska (1921)
- Program gospodarczy Polski (1926)
- O koncentrację kapitału w Polsce (1929)
- Polityka przemysłowa w zarysie (1930)
- Polityka handlowa (1931)
- Polityka agrarna (1933)
- Dewaluacja w świetle teorii (1937)

## Odznaczenia
- Medal Pamiątkowy za Wojnę 1918–1921[2]
- Brązowy Medal Zasługi Wojskowej z mieczami na wstążce Krzyża Zasługi Wojskowej[3]
- Srebrny Medal Waleczności 2 klasy[3]
- Krzyż Wojskowy Karola[3]